# لیپینکا (ناحیه اولومووتس)
لیپینکا (به چکی: Lipinka) یک منطقهٔ مسکونی در جمهوری چک است که در ناحیه اولومووتس واقع شده‌است.
 لیپینکا ۲٫۴۸ کیلومتر مربع مساحت و ۲۱۹ نفر جمعیت دارد و ۳۷۴ متر بالاتر از سطح دریا واقع شده‌است.